# باييز أباد (تشالدران)
باييز أباد (بالفارسية: پاییزآباد) هي قرية تقع في أذربيجان الغربية في إيران. يقدر عدد سكانها بـ 0 نسمة بحسب إحصاء 2016.